# MenuetOS
MenuetOS — любительская операционная система для ПК, полностью написанная на ассемблере fasm. Основной задачей создания системы было вместить операционную систему с графическим интерфейсом на дискету 1,44 МБ.
MenuetOS не основана ни на Unix, ни на стандарте POSIX, ни на какой-либо другой операционной системе; задача проекта — исключить дополнительные уровни между различными частями ОС, которые обычно усложняют программирование и порождают баги.
Эта ОС предназначена для написания приложений на 32-битном и 64-битном ассемблере x86, поскольку в результате программы получаются, как правило, более быстрые, более компактные и менее требовательные к ресурсам.
Ранее 32-битная версия MenuetOS распространялась на условиях GPL. Сейчас же 64-битная версия распространяется на условиях собственной лицензии — её можно использовать в домашних условиях, но если в коммерческих целях — необходимо сообщить об этом разработчикам.
Существует также операционная система KolibriOS, которая является независимым развитием 32-битной версии MenuetOS без гарантий совместимости пользовательских приложений.

## История
29 октября 2008 года была выпущена 64-битная версия 0.89D. 
29 декабря 2008 выпущена версия 0.90E, в которой появилась программа для просмотра изображений в форматах PNG, GIF и JPEG.
В последних версиях была добавлена поддержка USB-периферии — такой, как флеш-носители, веб-камеры и прочее.
Одним из значимых улучшений в версии 1.5 (2024 г.) стал переход на fasm версии 1.73.32. Обновился до версии 1.21 и проигрыватель MediaPlayer, который, как и система, целиком написан на ассемблере.

## Особенности MenuetOS
- Вытесняющая многозадачность, многопоточность, защита памяти Ring3.
- Графический интерфейс (разрешение до 1920×1080, 16 миллионов цветов).
- Окна приложений произвольной формы, их прозрачность и настраиваемость при помощи скинов, функция drag’n’drop.
- Встроенное ПО: графический редактор Draw, медиапроигрыватель MediaPlayer, браузер (от разработчиков MenuetOS), FTP-клиент, программа для работы с электронной почтой, Necromancer's Dos Navigator (аналог «Проводника»); умеет запускать игры через эмуляцию DOS.
- Интегрированная среда разработки: редактор, макроассемблер для сборки ядра и приложений.
- Стек TCP/IP с драйверами loopback, ethernet и PPP.
- Сетевые приложения включают в себя серверы FTP/HTTP/SMTP и клиенты IRC/HTTP/NNTP/TFTP.
- Выборка данных в реальном времени.
- Помещается на одной дискете в неупакованном виде.
- Для запуска MenuetOS достаточно 16 МБ памяти и видеокарты, поддерживающей стандарты VESA 1.2 или 2.0. при этом реализована поддержка 32 ГБ оперативной памяти.
- Возможность русификации[4].